# Убаали, Нордин
Норди́н Убаали́ (фр. Nordine Oubaali; род. 4 августа 1986, Нуази-ле-Гран) — французский боксёр-профессионал, выступающий в наилегчайшей и в легчайшей весовых категориях.
Член сборной Франции по боксу во второй половине 2000-х — начале 2010-х годов, участник двух Олимпийских игр (2008, 2012), бронзовый призёр чемпионата мира (2007), чемпион Средиземноморских игр (2009), победитель турниров национального и международного значения в любителях.
Среди профессионалов бывший чемпион мира по версии WBC (2019—2021), и чемпион по версиям WBA Inter-Continental, WBC Silver в легчайшем весе.
По рейтингу BoxRec лучшая позиция — 4-я среди боксеров легчайшего веса и 84 место среди боксеров вне весовой категории по данным на 1 июля 2020 года.

## Биография
Нордин Убаали родился 4 августа 1986 года в коммуне Нуази-ле-Гран департамента Сен-Сен-Дени в семье марокканских мигрантов. Был у своих родителей тринадцатым ребёнком, а всего у него было семнадцать братьев и сестёр.

### Любительская карьера
Впервые заявил о себе в 2004 году, когда выиграл серебряную медаль чемпионата Франции и выступил на чемпионате мира среди юниоров в Южной Корее.
В 2006 году впервые стал чемпионом Франции по боксу в первой наилегчайшей весовой категории и вошёл в основной состав французской национальной сборной. Год спустя побывал на чемпионате мира в Чикаго, откуда привёз награду бронзового достоинства, выигранную в первом наилегчайшем весе — в четвертьфинале прошёл сильного украинца Георгия Чигаева, но на стадии полуфиналов его победил действующий чемпион из Китая Цзоу Шимин. Помимо этого, взял бронзу на чемпионате Европейского Союза в Дублине.
Благодаря череде удачных выступлений Убаали удостоился права защищать честь страны на летних Олимпийских играх 2008 года в Пекине. Благополучно преодолел соперника на предварительном этапе, но во втором поединке снова встретился с титулованным китайцем Цзоу Шимином и в близком бою уступил ему со счётом 3-3+.
После пекинской Олимпиады Нордин Убаали остался в составе боксёрской команды Франции и продолжил принимать участие в крупнейших международных турнирах, хотя выступал уже в наилегчайшей весовой категории. Так, в 2009 году он одержал победу на Средиземноморских играх в Пескаре, выступил на мировом первенстве в Милане, где в 1/16 финала был остановлен казахом Олжасом Саттыбаевым. В 2010 году боксировал на европейском первенстве в Москве, проиграв в 1/8 финала россиянину Мише Алояну. На чемпионате мира 2011 года в Алма-Ате так же попасть в число призёров не смог, в 1/8 финала уступил ирландцу Майклу Конлану. Кроме того, в этот период регулярно участвовал в матчевых встречах полупрофессиональной лиги WSB, победил здесь в числе прочего российского боксёра Алихана Авторханова.
Будучи в числе лидеров французской национальной сборной, Убаали прошёл отбор на Олимпийские игры 2012 года в Лондоне. На сей раз прошёл двоих соперников по турнирной сетке, в том числе взял верх над американцем Роши Уорреном, тогда как на стадии четвертьфиналов уступил Майклу Конлану.

### Профессиональная карьера

#### 2014 год
20 марта Нордин дебютировал в профессиональном боксе на родине в Марракеше (область Марракеш-Сафи, Марокко) выиграв единогласным решением судей Сергея Тасимова(10-46-3) из России. 24 октября в Сен-Назере выиграл нокаутом в 1 раунде Нордина Дахо(3-15-1). 15 ноября в Рюэй-Мальмезоне выиграл единогласным решением судей Фейсала Мессаодени(5-20-1) этот бой Нордин провел во втором легчайшем весе (до 55.3 кг или 122 фунта).

#### 2015 год
23 января в Сен-Назере выиграл нокаутом в 5 раунде против непобежденного Нугзара Чавчавадзе(3-0-0) из Грузии. 2 мая в Энен-Бомоне вышел драться за первый титул в своей карьере, на кону стоял титул чемпиона Франции в легчайшем весе который на тот момент был вакантный, выиграл нокаутом в 1 раунде Хассана Азаваха (17-9-0) и тем самым стал чемпионом Франции, этот титул он не защитил. 13 июня в Париже выиграл нокаутом в 1 раунде против непобежденного Артура Мовсесяна (4-0-0) из Грузии. 30 ноября в Сен-Назере выиграл нокаутом в 1 раунде против Михала Телекфи (8-18-1) из Венгрии. 5 декабря в Фонтене-су-Буа выиграл нокаутом в 1 раунде против Гаги Едишерашвили (11-3-0) из Грузии.

### 2016 год
19 февраля в Париже выиграл единогласным решением судей (60-54 60-54 60-51) против Рейналдо Каджина (14-29-5) из Никарагуа. 27 мая в Париже выиграл нокаутом в 7 раунде против Хирама Ирака Диаза (11-1-2) из Мексики. 17 декабря в Нуази-ле-Гране Нордин дрался за вакантный титул WBA Inter-Continental в легчайшем весе против бывшего чемпиона WBO в наилегчайшем весе Хулио Сесара Миранды (40-12-2) из Мексики, выиграл бой нокаутом в 12 раунде.

### 2017 год
2 июня в Париже выиграл вакантный титул WBC Silver в легчайшем весе, выиграв нокаутом в 10 раунде трижды претендента(в 2008 году на титул WBO в наилегчайшем весе проиграл по единогласно Омару Нарваэсу(27-0-2), в 2009 году на титул WBO во втором наилегчайшем весе свёл вничью бой против Марвина Сонсона(14-0-0), в 2014 году на титул WBO в легчайшем весе проиграл раздельным решением Томоки Камеда (30-0-0) Алехандро Эрнандеса (31-12-2) из Мексики. 16 декабря в Булонь-Бийанкуре провёл защиту своего второстепенного титула выиграв нокаутом в 7 раунде Марка Антонио Джеральдо (34-8-3) из Филиппин.

### 2018 год
7 апреля в Париже выиграл нокаутом во втором раунде дважды претендента на мировые титулы(в 2007 году на титул WBO во втором наилегчайшем весе проиграл нокаутом Фернандо Монтиелю, и в 2013 году вакантный титул IBO в легчайшем весе проиграл единогласно Джозефу Агбеко) Луиса Мелендеза(47-11-1) из Колумбии.

### 2019 год
В январе 2019 года единогласным решением выиграл у американца Роши Уоррена и стал обладателем вакантного титула чемпиона мира WBC в легчайшем весе. Дважды защитил полученный чемпионский пояс, нокаутировал филиппинца Артура Виллануэву (32-3-1) и прошел по очкам Такума Иноуэ(13-0-0).

## Статистика профессиональных боёв
В таблице перечислены результаты всех поединков боксёров.
В каждой строке указан результат поединка. Дополнительно номер поединка обозначен цветом, который обозначает итог поединка. Расшифровка обозначений и цветов представлена в нижеследующей таблице.
| Пример | Расшифровка                     |
| ------ | ------------------------------- |
|        | Победа                          |
|        | Ничья                           |
|        | Поражение                       |
|        | Планируемый поединок            |
|        | Поединок признан несостоявшимся |
| КО     | Нокаут                          |
| ТКО    | Технический нокаут              |
| PTS    | Решение судей (по очкам)        |
| UD     | Единогласное решение судей      |
| MD     | Решение большинства судей       |
| SD     | Раздельное решение судей        |
| RTD    | Отказ от продолжения боя        |
| DQ     | Дисквалификация                 |
| NC     | Поединок признан несостоявшимся |

| 18 поединков, 17 побед (12 нокаутом), 1 поражение. | 18 поединков, 17 побед (12 нокаутом), 1 поражение. | 18 поединков, 17 побед (12 нокаутом), 1 поражение. | 18 поединков, 17 побед (12 нокаутом), 1 поражение. | 18 поединков, 17 побед (12 нокаутом), 1 поражение. | 18 поединков, 17 побед (12 нокаутом), 1 поражение.      | 18 поединков, 17 побед (12 нокаутом), 1 поражение. | 18 поединков, 17 побед (12 нокаутом), 1 поражение.                                                               |
| Бой                                                | Рекорд                                             | Дата боя                                           | Соперник                                           | Весовая категория                                  | Место проведения боя                                    | Раундов, время                                     | Дополнительно |
| -------------------------------------------------- | -------------------------------------------------- | -------------------------------------------------- | -------------------------------------------------- | -------------------------------------------------- | ------------------------------------------------------- | -------------------------------------------------- | --- |
| 18                                                 | 17-1                                               | 29 мая 2021                                        | Нонито Донэйр (40-6)                               | 53,5 кг; 118 фунтов                                | Спортивный парк Dignity Health, Карсон, Калифорния, США | KO 4 (12), 1:52                                    | Потерял титул чемпиона мира по версии WBC (3-я защита Убаали) в легчайшем весе.                                  |
| 17                                                 | 17-0                                               | 7 ноября 2019                                      | Такума Иноуэ (13-0)                                | 53,5 кг; 118 фунтов                                | Супер Арена, Сайтама, префектура Сайтама, Япония        | UD 12 (12)                                         | Счёт: 115-112, 120-107, 117-110. Защитил титул чемпиона мира по версии WBC (2-я защита Убаали) в легчайшем весе. |
| 16                                                 | 16-0                                               | 6 июля 2019                                        | Артур Вильянуэва (32-3-1)                          | 53,5 кг; 118 фунтов                                | Барыс Арена, Нур-Султан, Казахстан                      | RTD 6 (12), 3:00                                   | Защитил титул чемпиона мира по версии WBC (1-я защита Убаали) в легчайшем весе.                                  |
| 15                                                 | 15-0                                               | 19 января 2019                                     | Роши Уоррен (16-2)                                 | 53,5 кг; 118 фунтов                                | MGM Grand, Лас-Вегас, Невада, США                       | UD 12 (12)                                         | Счёт: 116-112, 115-113, 117-111. Завоевал вакантный титул чемпиона мира по версии WBC в легчайшем весе.          |
| Бой                                                | Рекорд                                             | Дата боя                                           | Соперник                                           | Весовая категория                                  | Место проведения боя                                    | Раундов, время                                     | Дополнительно |